# شهرستان پلیسر، کالیفرنیا
شهرستان پلیسر (به انگلیسی: Mayflower) یک منطقهٔ مسکونی در ایالات متحده آمریکا است که در شهرستان پلاسر، کالیفرنیا واقع شده‌است. شهرستان پلیسر ۹۴۷ متر بالاتر از سطح دریا واقع شده‌است.